# Gradus ad Parnassum
Gradus ad Parnassum (Stufe bzw. Stufen zum Parnass, einem Berg in Zentralgriechenland, der als Sitz der Musen gilt) ist das 1725 herausgegebene musiktheoretische Hauptwerk von Johann Joseph Fux.
Das auf Latein verfasste Werk, mit vollem Titel Gradus ad parnassum sive manuductio ad compositionem musicae regularem, methodo nova, ac certa, nondum ante tam exacto ordine in lucem edita, ist ein Lehrbuch des Kontrapunktes im alten Stil in Dialogform. Der Schüler Joseph (Johann Joseph Fux) stellt Fragen, die Aloysius (Giovanni Pietro Aloisio Sante da Palestrina) beantwortet.
Die Wiener Schule, eine Vor- oder Frühform der Wiener Klassik, wurde von diesem Werk stark beeinflusst.
Es fand schnelle Verbreitung und wurde in verschiedene Sprachen übersetzt, darunter auch eine deutsche Übersetzung durch einen Schüler Johann Sebastian Bachs, den Musiktheoretiker Lorenz Christoph Mizler, aus dem Jahre 1742. Von Leopold Mozart, der das Buch zum Unterricht für seinen Sohn Wolfgang verwendete, Joseph Haydn und Padre Martini sind eingetragene Anmerkungen überliefert.
Muzio Clementi verfasste zwischen 1817 und 1826 ein gleichnamiges Klavierlehrbuch, das aus 100 Studien bzw. Etüden besteht.
Im ersten Stück seines Werks Children’s Corner, Doctor Gradus ad Parnassum, griff Claude Debussy noch 1908 ironisch diese Klavierübungen und die Kontrapunktlehre von Fux auf. Ebenso nennt Hanns Eisler seine 1934 komponierte Sonatine op. 44. 
Den Namen „Gradus ad Parnassum“ trägt ebenfalls eine Sammlung von 24 Etüden für Kontrabass, geschrieben von Franz Simandl.